# Briançonnais
Briançonnais – pays wokół miasta Briançon, w departamencie Alpy Wysokie, w regionie Prowansja-Alpy-Lazurowe Wybrzeże w południowo-zachodniej Francji. Oprócz Briançon w jego skład wchodzą także między innymi: Vallouise, Puy-Saint-Vincent, Serre Chevalier, Montgenèvre oraz doliny rzek Romanche i Durance. 
W 1343 r. Humbert II z Viennois założył na tych ziemiach Republikę Escartons. Cieszyła się ona specjalnym statusem aż do rewolucji francuskiej w 1789 r.
Pod względem gospodarczym tereny te zorientowane są głównie na rolnictwo, szczególnie hodowlę zwierząt, sporty zimowe oraz turystykę.